# Nowokyjiwka (hromada Ustyniwka)
Nowokyjiwka (ukr. Новокиївка) – wieś na Ukrainie, w obwodzie kirowohradzkim, w rejonie kropywnyckim, w hromadzie Ustyniwka. W 2001 liczyła 101 mieszkańców, wśród których 94 wskazało jako ojczysty język ukraiński, 6 rosyjski, a 1 mołdawski.